# Оукпорт (Минесота)
Оукпорт (енгл. Oakport) насељено је место без административног статуса у америчкој савезној држави Минесота.

## Демографија
По попису из 2010. године број становника је 1.387, што је 53 (4,0%) становника више него 2000. године.
| Група             | 2000.         | 2010.         |
| Белци             | 1.312 (98,4%) | 1.345 (97,0%) |
| Афроамериканци    | 2 (0,1%)      | 5 (0,4%)      |
| Азијати           | 1 (0,1%)      | 0 (0,0%)      |
| Хиспаноамериканци | 12 (0,9%)     | 17 (1,2%)     |
| Укупно            | 1.334         | 1.387         |